# White Devil Armory
White Devil Armory es el decimoséptimo álbum de estudio de la banda estadounidense de thrash metal Overkill. Fue lanzado el 18 de julio de 2014 en Europa por Nuclear Blast y el 22 de julio en Norteamérica por eOne Music.

## Lista de canciones
Todas las canciones escritas y compuestas por D. D. Verni y Bobby Ellsworth. 
| N.º | Título                     | Duración |  |
| 1.  | «XDMᵐ»                     | 0:49     |  |
| 2.  | «Armorist»                 | 3:53     |  |
| 3.  | «Down to the Bone»         | 4:04     |  |
| 4.  | «Pig»                      | 5:21     |  |
| 5.  | «Bitter Pill»              | 5:48     |  |
| 6.  | «Where There's Smoke...»   | 4:20     |  |
| 7.  | «Freedom Rings»            | 6:52     |  |
| 8.  | «Another Day to Die»       | 4:56     |  |
| 9.  | «King of the Rat Bastards» | 4:09     |  |
| 10. | «It's All Yours»           | 4:26     |  |
| 11. | «In the Name»              | 6:03     |  |

## Créditos

### Overkill
- Bobby Ellsworth – voz
- Dave Linsk – guitarra
- Derek "The Skull" Tailer – guitarra
- D. D. Verni – bajo
- Ron Lipnicki – batería
- James Rooney - coros

### Artista invitado
- Mark Tornillo - coros en "Miss Misery"